# Wish You Were Here
Wish You Were Here je deváté studiové album anglické skupiny Pink Floyd. Vydáno bylo v září 1975 (viz 1975 v hudbě) a v britské i americké hitparádě se umístilo na prvním místě (první taková deska Pink Floyd), čímž navázalo na úspěch předchozího alba The Dark Side of the Moon.
Wish You Were Here je koncepční album, které se zaobírá dvěma tématy. Skladby „Shine On You Crazy Diamond“ a titulní „Wish You Were Here“ jsou věnovány Sydu Barrettovi, spoluzakladateli kapely a jejímu prvnímu lídrovi, který skupinu musel ze zdravotních důvodů opustit v roce 1968. Druhým tématem, kterého se album dotýká, je hudební průmysl, kritika jeho komerčního zaměření a nedostatku pochopení a zájmu o hudebníky. Jedná se o písně „Welcome to the Machine“ a „Have a Cigar“.

## Popis alba a jeho historie
Po úspěchu alba The Dark Side of the Moon stáli Pink Floyd před dilematem, jaký originální nápad by mohli využít na novém albu. Jedna myšlenka byla nahrát celé album s použitím věcí, které se běžně nacházejí v domácnosti. Tento projekt měl pracovní název Household Objects. Koncem roku 1973 začali sbírat nahrávky nekonvenčních hudebních nástrojů, například lahví od vína, aerosolových sprejů, plechovek, gumiček, valch a jiných předmětů. Brzy ale zjistili, že to je „trochu hloupý nápad“ a projekt Household Objects byl ukončen. Například ale zvuk skleničky s vínem, po jejíž hraně přejíždí člověk navlhčeným prstem, byl využit na albu Wish You Were Here, které Household Objects nahradilo.
Wish You Were Here je další z koncepčních alb Pink Floyd. Z části je poctou zakladatelovi Sydu Barrettovi a z části kritikou a karikaturou komerčnosti a nezájmu o uměleckou stránku hudebních děl ze strany hudebního průmyslu. Dalo by se tedy říci, že tématem skladeb celého alba je neúčast. Baskytarista Roger Waters řekl, že název by klidně mohl být Wish We Were Here (česky Kéž bychom tu byli), protože hlavně na začátku nahrávání byl u členů skupiny slábnoucí entuziasmus k tvorbě tohoto projektu.
Jedná se o poslední album až do desky The Division Bell, na němž se autorsky podílel klávesista Rick Wright. Všechny texty napsal Roger Waters. Nahrávání alba proběhlo od 6. ledna do 19. července 1975, album bylo vydáno 15. září téhož roku.
Úvodní skladba „Shine On You Crazy Diamond“ je věnovaná vzpomínce na původního frontmana skupiny Syda Barretta, jenž kapelu musel opustit kvůli psychickým problémům v roce 1968. Jedná se o rozsáhlý hudební opus o délce 26 minut s dlouhými instrumentálními plochami. Tuto skladbu Pink Floyd hráli již na koncertech v roce 1974, kvůli své délce se ale nemohla vejít na jednu stranu gramofonové desky, proto byla rozdělena do dvou částí, jež tvoří úvodní a poslední skladbu alba Wish You Were Here. „Shine On You Crazy Diamond“ je zároveň rozdělena do devíti odlišných částí („Part I–IX“), které mají vlastní autory.
Po první části „Shine On You Crazy Diamond“ (respektive po prvních pěti částech) následují dvě Watersovy skladby, které kritizují komerci v hudebním průmyslu. První z nich je „Welcome to the Machine“ s výraznými syntezátory, druhou potom „Have a Cigar“. Ta je zajímavá faktem, že text nezpívá žádný z členů Pink Floyd, ale zpěvák Roy Harper, který se náhodou vyskytoval ve studiích v Abbey Road. Rogeru Watersovi se totiž v této písni nelíbil vlastní hlas, a proto Harpera oslovil.
Na „Have a Cigar“ navazuje titulní píseň, balada „Wish You Were Here“, jež je rovněž věnována Barrettovi. Píseň začíná (jak je u Pink Floyd poměrně obvyklé) nehudebními zvuky, tentokrát je to přelaďování rádia, ze kterého se ozve začátek písně vybrnkávaný na dvanáctistrunnou kytaru. Poslední skladbou na albu Wish You Were Here je druhá část „Shine On You Crazy Diamond“.
5. června 1975, při nahrávání alba Wish You Were Here, navštívil nečekaně a bez ohlášení Abbey Road Studios Syd Barrett. Členové Pink Floyd jej zprvu nemohli poznat, neboť měl vyholené vlasy i obočí a byl poměrně tlustý. Jednalo se o úplně jiného člověka, než jakého jej znali ve druhé polovině 60. let, kdy byl hlavním představitelem kapely. Členové skupiny s ním nebyli v žádném kontaktu, naposledy jej viděli pět let před touto příhodou.

## Vydávání alba a jeho umístění
Album Wish You Were Here vyšlo 15. září 1975 u Harvest Records ve Spojeném království a u Columbia Records v USA. V žebříčcích prodejnosti v USA se album objevilo 27. září toho roku na 12. příčce a 4. října 1975 dosáhlo první pozice, čímž se stalo druhým albem skupiny na prvním místě v USA (po The Dark Side of the Moon).
V Británii se album dostalo na první místo ihned a dosáhlo prodeje 1/4 miliónu kusů. Stalo se tak prvním albem Pink Floyd, které se umístilo na první příčce ve Spojeném království i v USA, což se nepovedlo ani komerčně nejúspěšnějšímu albu skupiny, The Dark Side of the Moon, které se v britském žebříčku nejlépe umístilo na druhém místě.
V roce 1986 švédský poprockový časopis Slitz vyzval své čtenáře, aby zvolili nejlepší rockové album všech dob. Wish You Were Here skončilo na 1. místě, The Dark Side of the Moon bylo druhé.
Na CD vyšlo Wish You Were Here poprvé v roce 1983, v digitálně remasterované podobě v roce 1994.

## Seznam skladeb
Texty napsal(i) Roger Waters.
| Strana 1 | Strana 1                               | Strana 1 | Strana 1 |
| Pořadí   | Název                                  | Hudba | Délka    |
| -------- | -------------------------------------- | --- | -------- |
| 1.       | Shine On You Crazy Diamond (Parts I–V) | Wright, Waters, Gilmour (Part I) Gilmour, Waters, Wright (Part II) Waters, Gilmour, Wright (Part III) Gilmour, Wright, Waters (Part IV) Waters, Gilmour, Wright (Part V) | 13:38    |
| 2.       | Welcome to the Machine                 | Waters | 7:30     |

| Strana 2       | Strana 2                                 | Strana 2 | Strana 2 |
| Pořadí         | Název                                    | Hudba | Délka    |
| -------------- | ---------------------------------------- | --- | -------- |
| 1.             | Have a Cigar                             | Waters | 5:24     |
| 2.             | Wish You Were Here                       | Waters, Gilmour | 5:17     |
| 3.             | Shine On You Crazy Diamond (Parts VI–IX) | Wright, Waters, Gilmour (Part VI) Waters, Gilmour, Wright (Part VII) Gilmour, Wright, Waters (Part VIII) Wright (Part IX) | 12:29    |
| Celková délka: | Celková délka:                           | Celková délka: | 44:28    |

## Obsazení
- Pink Floyd:
  - David Gilmour – kytary, lap steel guitar, baskytara, klávesy, syntezátor, zvukové efekty, zpěv
  - Roger Waters – baskytara, kytara, syntezátor, zvukové efekty, zpěv
  - Rick Wright – klávesy, syntezátor, vokály
  - Nick Mason – bicí, perkuse, zvukové efekty
- Dick Parry – saxofon ve skladbě „Shine On You Crazy Diamond“
- Stephane Grapelli – housle ve skladbě „Wish You Were Here“ (velmi slabě slyšet v závěru)
- Roy Harper – zpěv ve skladbě „Have a Cigar“
- Venetta Fields, Carlena Williams – vokály ve skladbě „Shine on You Crazy Diamond“

### Technická podpora
- Brian Humphries, Peter James – zvukoví inženýři
- James Guthrie, Doug Sax – remastering
- Hipgnosis – design, fotografie
- Peter Christopherson, Howard Bartrop, Richard Manning, Jeff Smith – asistenti designu
- Storm Thorgerson – úprava designu
- Jill Furmanovsky, Phil Taylor – fotografie pro remasterovanou verzi
- George Hardie – ilustrace